# Senné (district de Veľký Krtíš)
Pour les articles homonymes, voir Senné.
Senné (hongrois : Nógrádszenna) est un village de Slovaquie situé dans la région de Banská Bystrica.

## Histoire
La première mention écrite du village date de 1249.

## Démographie

### Évolution de la population
| Année:               | 1994. | 2004.   | 2014.   | 2024.    |
| -------------------- | ----- | ------- | ------- | -------- |
| Nombre de personnes: | 240   | 231     | 229     | 194      |
| Différence:          |       | -3,75 % | -0,86 % | -15,28 % |

| Année:               | 2023. | 2024.   |
| -------------------- | ----- | ------- |
| Nombre de personnes: | 190   | 194     |
| Différence:          |       | +2,10 % |